# Trident Creek Falls
Die Trident Creek Falls sind ein Wasserfall im Westland-Nationalpark in der Region West Coast auf der Südinsel Neuseelands. Südlich der Ortschaft Franz Josef/Waiau liegt er im Lauf des Trident Creek und stürzt in den Waiho River, den in nördlicher Richtung abfließenden Schmelzwasserfluss des Franz-Josef-Gletschers. Seine Fallhöhe beträgt 35 Meter.
Der Wasserfall ist vom Parkplatz am Ende der Franz Josef Glacier Road über einen Wanderweg entlang des Westufers des Waiho River in 30 Minuten erreichbar.